# Đorđe Marjanović
Đorđe Marjanović (Servo-Kroatisch: Ђорђе Марјановић; Kučevo, 30 oktober 1931 - Belgrado, 15 mei 2021) was een zanger uit Servië. Marjanović kreeg in 1990 een beroerte, waardoor hij zich grotendeels terugtrok uit de Servische muziekscène. Hij overleed op 15 mei 2021 op 89-jarige leeftijd.

## Levensloop

### Jeugd
Marjanović werd op 30 oktober 1931 geboren in een klein dorpje in de gemeente Kučevo (regio Moravabanaat). Zijn moeder stierf toen hij nog maar negen maanden oud was. Zijn vader liet Marjanović achter bij zijn grootmoeder, die hem heeft grootgebracht. Zijn vader hetrouwde later en uit dit huwelijk heeft Marjanović een halfzus en een halfbroer gekregen.

### Carrière
Hij begon zijn carrière in 1954 en werd eind jaren vijftig beroemd met zijn optreden op het podium. Gedurende deze jaren werd Marjanović de eerste Joegoslavische popzanger die theatrale bewegingen in zijn optreden opnam en op het podium danste, de eerste Joegoslavische popzanger die de microfoon van de standaard haalde en ermee van het podium naar het publiek liep, en de eerste die zijn jasje uittrok en in het publiek gooide. Tijdens de jaren zestig nam hij een groot aantal hitnummers op en werd hij de een van de populairste Joegoslavische artiesten. Ook verwierf hij in die periode een grote populariteit in de Sovjet-Unie.
In 1990 werd aan Marjanović de Orde van de Volkerenvriendschap toegekend door Michail Gorbatsjov. Later dat jaar maakte Marjanović een gastoptreden op Lepa Brena concert in Melbourne.  In 1990, tijdens het uitvoeren van het nummer "Mene nema ko da žali" ("Er is niemand die medelijden met mij heeft"), kreeg hij een beroerte op het podium.  Na de beroerte had hij moeite met spreken. Hij herstelde gedeeltelijk, maar besloot zich terug te trekken uit de muziekscene. In de daaropvolgende decennia nam Marjanović geen nieuw materiaal op en verscheen hij slechts af en toe live, meestal als gast bij concerten van andere muzikanten.

### Overlijden
Op 15 mei 2021 overleed Marjanović aan de gevolgen van COVID-19. Hij werd 89 jaar oud.

## Discografie

### Studioalbums
- Muzika za igru (1959)
- Mustafa (1961)
- Prijatelji, zdravo! (1969)
- A život teče dalje (1975)
- Hvala vam, prijatelji (1979)
- Dvadeset nikada više (1982)

### Compilaties
- Milord za sva vremena (1989)
- Prijatelji, zdravo! (1995)
- Sećanja (1997)
- K'o nekad (2005)
- Prijatelji, zdravo! (2008)

### Ep's
- Marko Polo (1961)
- Đavoli (1962)
- Ekspres-kafa (1962)
- Igrajmo twist (1962)
- Milord (1962)
- Sam (1962)
- Zvižduk u 8 (1962)
- Četa bela strela (1963)
- Gonzales (1963)
- Ja plaćam ove noći (1963)
- Drugovi iz mog dvorišta (1963)
- Medison u Meksiku (1964)
- Roberta (1964)
- Natali (1965)
- Devojke (1966)
- Drugovi moji (1966)
- Mene nema ko da žali (1967)
- Romana (1968)
- Ako ljubavi nema (1969)
- Didu-lidu-dadu (1970)
- Padajte kiše na naš grad (1970)

### Singles
- "Pesma raznosača mleka" / "Prodavac novina" (1961)
- "Ljiljana" / "Ulicama sreće" (1963)
- "Od ljubavi do mržnje" / "Na gori raste jorgovan" (1970)
- "Za dane ljubavi" / "Ruže u tami" (1971)
- "Grešnica" / "Ne želim da umrem sad" (1972)
- "I tako ode Marija" / "Na tvoju ruku ja nemam više prava" (1972)
- "Ta tužna muzika" / "Digi-digi-dajge" (1972)
- "Živiš sama" / "Ona me ne voli više" (1974)
- "A život teče dalje" / "Ema, Emili" (1974)
- "Činge linge" / "Ako čovek živi sam" (1975)
- "Poslednji voz" / "Pesma s planine" (1975)
- "Bela dama – crni kralj" / "Nemoj nikad da me ostavljaš" (1977)
- "Nikad nije kasno" / "Ružičasti sneg" (1978)
- "Kabare" / "Moje ludo srce" (1979)